# Ave!Comics
 (avril 2011).
Si vous disposez d'ouvrages ou d'articles de référence ou si vous connaissez des sites web de qualité traitant du thème abordé ici, merci de compléter l'article en donnant les références utiles à sa vérifiabilité et en les liant à la section « Notes et références ».
AveComics Production est une entreprise française spécialisée dans l'édition de bandes dessinées en ligne sur des smartphones, des tablettes électroniques et des consoles portables. Elle est filiale d'Aquafadas, société éditrice de logiciels dans le domaine de la vidéo, de l'image et de l'édition numérique. 

## Histoire
En 2006, Aquafadas, qui développe alors des logiciels permettant le traitement de la vidéo, de l'image ainsi que de l'animation, conçoit l'application MyComics, dans le but de permettre une lecture nomade de bandes dessinées numériques.
Cette application est rendue disponible en 2008, dans le but de permettre de lire et de conserver des bandes dessinées numériques sur iPhone et iPod touch sous plusieurs formats, et de les lire grâce à un mode de lecture adapté aux écrans de faible résolution. Au mois d'octobre de la même année, la société a lancé une bibliothèque de bandes dessinées sur les deux appareils, en partenariat avec le Festival international de la bande dessinée d'Angoulême, la Fnac et la SNCF. Cette bibliothèque présentait la sélection officielle du festival, et a été téléchargée plus de 150 000 fois. 
En décembre 2008, la société publie, sous forme d'application pour les deux appareils, Les Aventures de Lucky Luke n˚3, chez Lucky Comics. La bande dessinée lui rapporte 50 000 € de chiffre d'affaires. En avril 2009, le tome 10 des Blondes (éditions Soleil) paraît en avant première sous cette forme. L'album reste numéro 1 des ventes de livres numériques sur l'AppStore pendant une dizaine de mois.
À la suite de cela, en août 2009, l'application AveComics est lancée sur iPhone, iPod Touch et BlackBerry. Elle permet d’acheter, de lire et de collectionner les bandes dessinées numériques produites par AveComics. Le site de l'entreprise est lancé en septembre. L'entreprise propose une offre pour téléphones portables et ordinateurs, avec une centaine de titres. Les BD acquises sur un support peuvent être lues sur tous les autres supports supportés. AveComics Production propose également à d’autres sites marchands de vendre son catalogue : par exemple, Relay.com diffuse la collection numérique proposée par AveComics.
À partir de septembre 2009, AveComics Production publie la bande dessinée Bludzee de Lewis Trondheim, ainsi que Séoul District (Telfrance), un manga entièrement sonorisé mêlant séquences vidéo et séquences BD, ainsi que Ça Ira Mieux Demain, une application qui permet de recevoir en temps réel des dessins de presse d'une dizaine de dessinateurs sur smartphone.
AveComics Production crée aussi des bandes dessinées enrichies : Johnny Cash (Self Made Hero) est une bande dessinée numérique musicale couplée à iTunes ; Assassin’s Creed (Les Deux Royaumes - Ubisoft) contient des bonus, notamment des vidéos ; Nicolas Keramidas y publie « 1 an - 365 dessins », qui utilise des effets sonores. L'offre de bandes dessinées numériques d'AveComics a été portée sur iPad et sur Android.

## Activité

### Boutique en ligne
L'activité principale d'AveComics Production est la diffusion, la promotion et la vente de bandes dessinées numériques à travers les boutiques de smartphones (telles qu'iTunes, Appworld) et à travers son site. Sa boutique en ligne permet au client d'acheter des bandes dessinées numériques, en les consultant sans limite de temps, et depuis plusieurs supports différents.

### Application AveComics
Cette application est disponible sur l'AppStore d'Apple pour iPhone, iPod Touch et iPad. Elle est aussi disponible sur l’Android Market de Google, pour tous les téléphones fonctionnant sous Android. L’application donne accès à la boutique de bandes dessinées.

### Système de lecture
Les bandes dessinées numériques éditées par AveComics sont stockées dans des fichiers utilisant un format spécifique, utilisant le format, « .AVE » signifiant « Adaptative Viewer Experience ». Ce format offre aussi un mode de lecture dit « basique », ainsi qu’un mode dit « animé », incluant des zooms automatiques, et des animations, ainsi qu'éventuellement, des sons et des vidéos.

### Logiciels de publication et de diffusion
Les bandes dessinées d'AveComics sont adaptées à différents résolutions à l'aide logiciel développé par Aquafadas, ComicComposer, qui permet de créer des bandes dessinées « enrichies » exportables sur plusieurs supports, au format .AVE. Un autre logiciel, LayoutEditor, permet la création d'un site Web marchand de bandes dessinées.

## Perspectives

### Élargissement du catalogue
AveComics engage des partenariats avec plusieurs éditeurs afin d'étendre le nombre d'œuvres proposées par sa boutique en ligne, dont Glénat, Marsu Productions, Delcourt, Casterman, Soleil, Ubisoft, Les Humanoïdes Associés et Mad Fabrik.

### Projets
AveComics Production a notamment publié :
- Des bandes dessinées bilingues, dont l'utilisateur peut changer la langue en cours de lecture. C'est notamment le cas de First Moon (Paquet), parue en juillet 2009, à l'occasion du 40e anniversaire du premier pas de l'Homme sur la Lune.

- Des feuilletons quotidiens ou hebdomadaires, tels que Bludzee, traduit en 19 langues.

- Des bandes dessinées numériques musicales qui se synchronisent à la musique de l'iPod. La première fut Johnny Cash (SelfMadeHero) en novembre 2009 suivie en janvier de Michael Jackson en bandes dessinées (Petit à Petit).

- Des versions incluant des bonus (vidéos, interviews, croquis...), telles que les applications Assassin's Creed (Les Deux Royaumes - Ubisoft) ou Gaston Lagaffe (Marsu Productions).

- Séoul District (Telfrance), un manga visuel et sonore, incluant également des séquences d'animation et des vidéos avec des comédiens (http://www.seouldistrict.com).

- Ça Ira Mieux Demain, une application qui permet de recevoir en temps réel des dessins de presse d'actualité.